# Haroldius
Haroldius är ett släkte av skalbaggar. Haroldius ingår i familjen bladhorningar.

## Dottertaxa tillHaroldius, i alfabetisk ordning[1]
- Haroldius annandalai
- Haroldius borneensis
- Haroldius brendelli
- Haroldius cambeforti
- Haroldius cardoni
- Haroldius celebensis
- Haroldius convexus
- Haroldius discoidalis
- Haroldius ennearthrus
- Haroldius fairmairei
- Haroldius fleutiauxi
- Haroldius globosus
- Haroldius heimi
- Haroldius herrenorum
- Haroldius hwangi
- Haroldius kawadai
- Haroldius kolaka
- Haroldius krali
- Haroldius lassallei
- Haroldius leleupi
- Haroldius loebli
- Haroldius maruyamai
- Haroldius modestus
- Haroldius oharai
- Haroldius pahangensis
- Haroldius pauliani
- Haroldius penelopae
- Haroldius perroti
- Haroldius philippinensis
- Haroldius rugatulus
- Haroldius stefanii
- Haroldius stevensi
- Haroldius sumatranus
- Haroldius tangkoko
- Haroldius thailandensis
- Haroldius turnai
- Haroldius uenoi